# Fatima (jméno)
Fatima nebo také Fátima (arabsky فَاطِمَة, Fāṭimah) je ženské křestní jméno arabského původu. Význam jména je nejasný a vykládá se jako „odstavená“, „velbloudí mládě“ anebo „dětská radost“. Mezi české domácí podoby patří Fatimka, Fatka, Fama či Tim(k)a.
V současném českém občanském kalendáři není jméno uvedeno – viz jmeniny v Česku, ale v rámci rozšířeného kalendária slaví svátek 4. června.

## Známé nositelky jména
- Fátima (okolo 605/615–632/633), dcera islámského proroka Mohameda
- Fatima Rahimi (* 1992), česká novinářka afghánského původu
- Fatima Whitbreadová (* 1961), britská oštěpařka
- Fatimah Nyeema Warner (Noname) (* 1991), americká rapperka
- Fátima Mernissiová (1940–2015), marocká socioložka

## Jiné významy
- Fatima – městečko v Portugalsku, jedno z nejznámějších katolických poutních míst na světě; v roce 1917 zde došlo ke Zjevení Panny Marie
- Fatima (film, 2015) – francouzsko-kanadský hraný film z roku 2015, který režíroval Philippe Faucon
- Fatima (film, 2020) – americko-portugalský hraný film z roku 2020, který režíroval Marco Pontecorvo
- „Fátimina ruka“ či „Ruka Fátimy“ – symbol a amulet ve tvaru lidské ruky oblíbený zejména v oblasti Středního východu a severní Afriky

## Zahraniční varianty
- anglicky, italsky, maďarsky, německy, nizozemsky, slovensky, srbochorvatsky – Fatima
- arabsky – Fatema, Fatemah, Fatima, Fatimah, Fatma
- portugalsky, španělsky – Fátima
- turecky – Fadime, Fatma

## Jmeniny v kalendářích
- Belgie, Francie, Španělsko: 13. květen[4]
- Česko: 4. červen
- Norsko: 18. únor[4]
- Slovensko: 5. červen[4]
- Spojené státy americké: 13. květen, 20. červen[4]
- Švédsko: 28. srpen[4]